# Falke Steinfeld
Falke Steinfeld (offiziell: Sportverein Falke Steinfeld von 1920 e. V.) ist ein Sportverein aus Steinfeld im Landkreis Vechta. Die erste Fußballmannschaft spielte zwischen 1951 und 1961 in der höchsten Amateurliga Niedersachsens.

## Geschichte
Im Jahre 1920 gründeten Gymnasiasten den FC Falke Steinfeld, aus dem später der SV Falke Steinfeld wurde. Neben Fußball bietet der Verein noch Handball, Turnen, Judo und Sportabzeichen an.
Im Jahre 1948 erreichte die Mannschaft die Bezirksliga Oldenburg-Süd und qualifizierte sich ein Jahr später für die neu geschaffene Amateurliga 2. 1951 gewann die Mannschaft die Meisterschaft und stieg in die Amateuroberliga Niedersachsen-West auf. Dort gelang auch dank 28 Saisontoren von Theo Schönhöft in der Saison 1951/52 der Klassenerhalt. Schönhöft wechselte daraufhin zum VfL Osnabrück und wurde später zum Nationalspieler. Der sportliche Zenit wurde in der Saison 1955/56 erreicht, als die Falke-Elf am Saisonende den vierten Platz belegte. Nach mehreren Jahren im Mittelfeld mussten die Steinfelder 1961 1961 in die Amateurliga absteigen. Im Jahre 1964 qualifizierte man sich für die neu geschaffene Verbandsliga West, wo man 1965 und 1972 jeweils Vizemeister wurde. Im Jahre 1976 scheiterte die Falke-Elf in der Aufstiegsrunde zur Landesliga Niedersachsen. Bis ins Jahr 1986 hielten sich die Steinfelder in der Fünftklassigkeit. Eine 1:3-Niederlage im Relegationsspiel gegen die Sportfreunde Salzgitter führte zum Abstieg. In der Saison 1994/95 kehrten die Steinfelder noch einmal in die Landesliga Weser/Ems zurück. Ab 2009 spielte Falke Steinfeld in der Bezirksliga Weser/Ems 4 und wurde dort 2015 Vizemeister hinter Hansa Friesoythe. Vier Jahre später gelang der Aufstieg in die Landesliga, dem 2023 der Abstieg in die Bezirksliga folgte.

## Persönlichkeiten
- Andreas Bergmann
- Theo Schönhöft
- Artur Zimmermann